# 1537

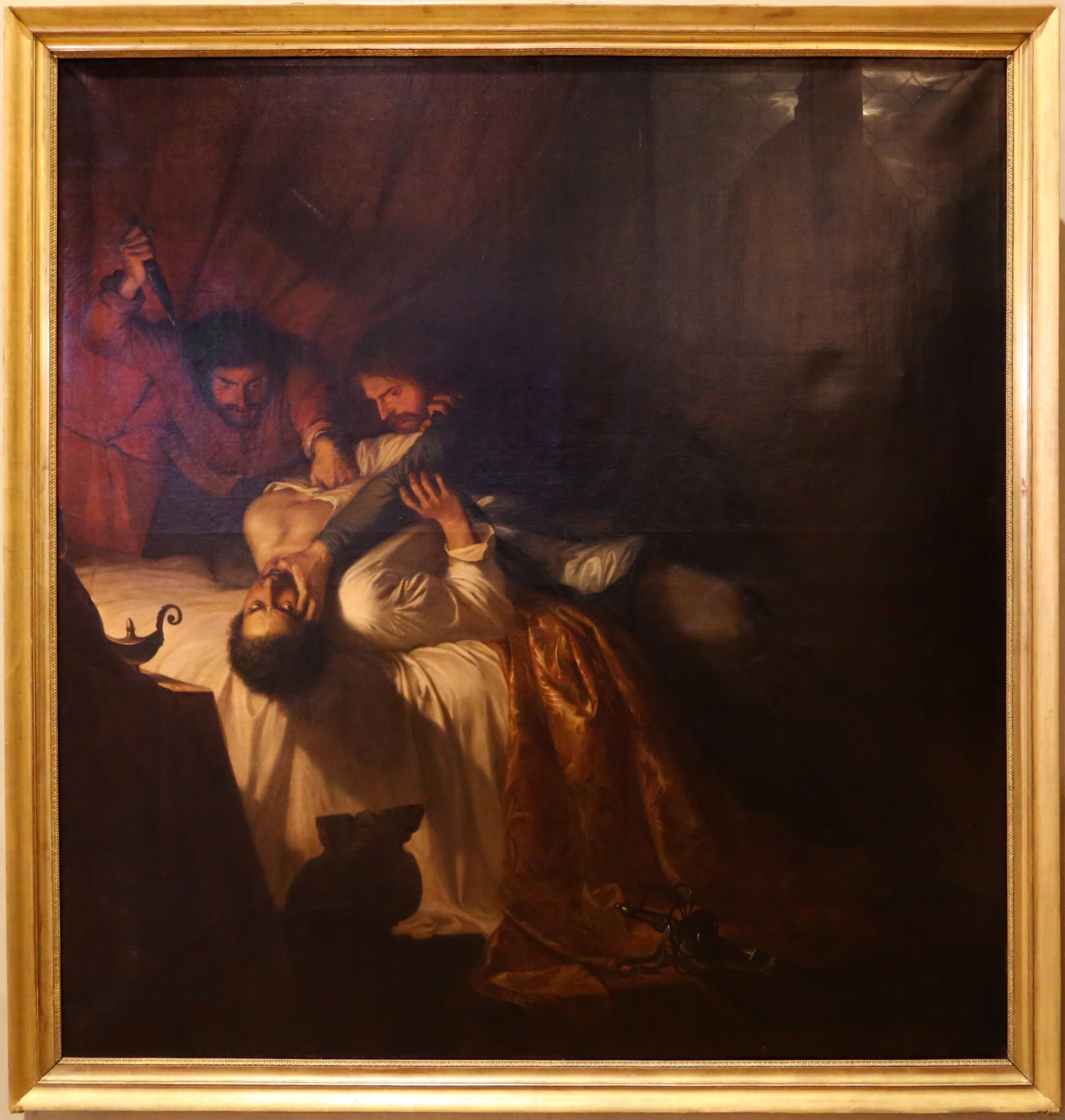
Moord op Alessandro de' Medici

Het jaar 1537 is het 37e jaar in de 16e eeuw volgens de christelijke jaartelling.

## Gebeurtenissen
januari
- 1 - Jacobus V van Schotland huwt met Magdalena van Valois.
- 13 - Sebastián de Belalcázar sticht Popayán.

maart
- 12 - Stichting van Olinda.

juni
- 2: In de bul Sublimis Deus keert paus Paulus III zich tegen de ontmenselijking en slaafmaking van de inheemse bevolking van Amerika.

augustus
- 15 - Juan de Salazar y Espinoza sticht de stad Asuncion.
- 26 - Begin van het Beleg van Korfoe door Süleyman I, dat echter al de volgende maand onverrichter zake wordt afgebroken.
- 28 - Gent weigert de bede aan landvoogdes Maria te betalen en verscheurt het Calfvel. Zie Gentse Opstand (1539–1540)

december
- 8 - Alonso de Cáceres sticht Santa María de la Nueva Valladolid, het huidige Comayagua.
- De radicale Anabaptistenleider Jan van Batenburg wordt gevangengenomen.

zonder datum
- Khair ad-Din (Barbarossa) voert aanvallen uit op Otranto en diverse Venetiaanse bezittingen en verovert het hertogdom Naxos (de Cycladen) voor de Ottomanen.
- In Noorwegen wordt per decreet de Reformatie doorgevoerd. De kerk van Noorwegen wordt afgescheiden van de Rooms-katholieke Kerk.
- Hernando de Grijalva tracht de Molukken te bereiken vanuit Peru. Hij wordt door muiters gedood, en de expeditie lijdt schipbreuk op de noordkust van Nieuw-Guinea.
- In Frankrijk wordt de depotplicht ingevoerd.

## Beeldende kunst

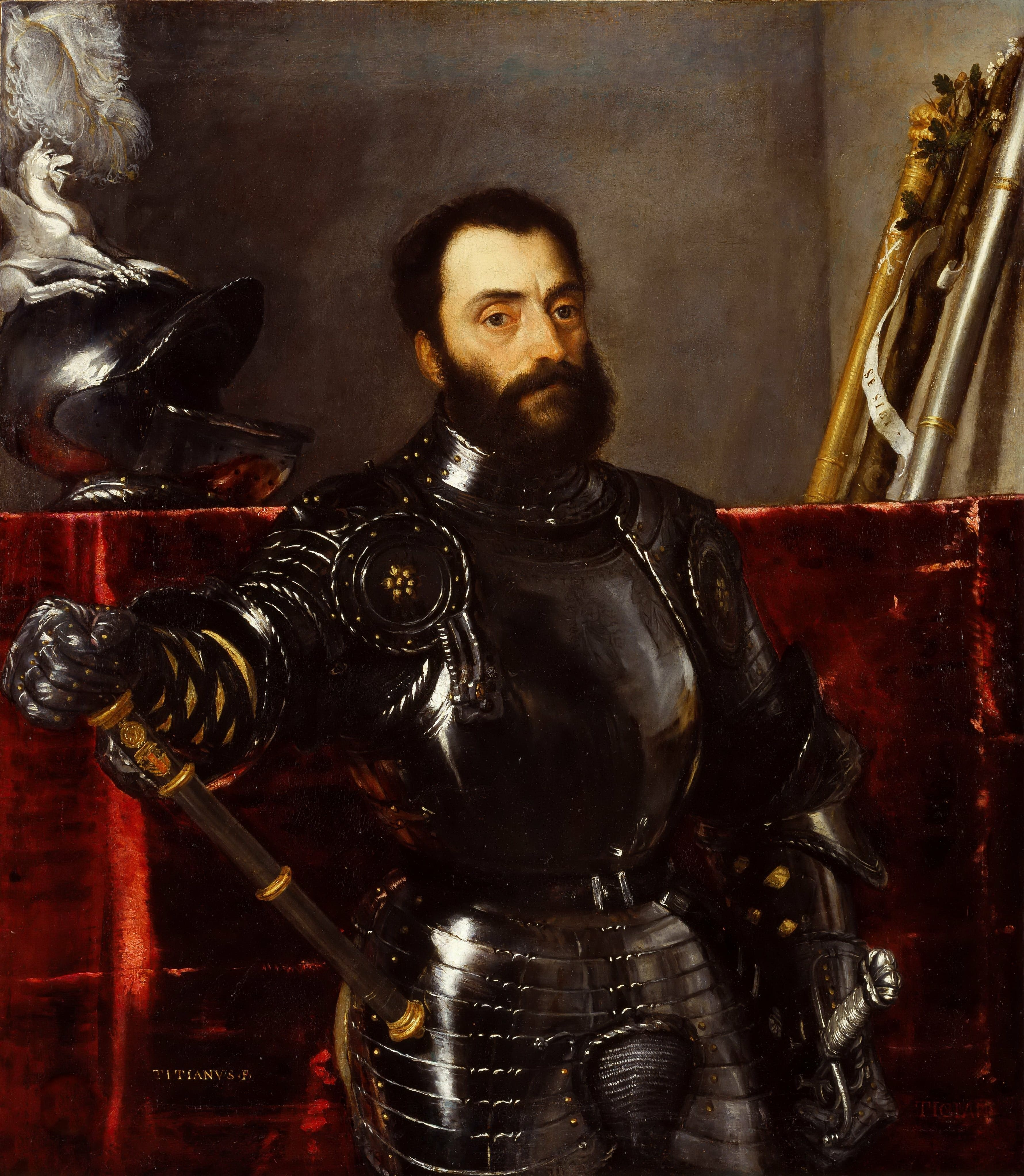
Titiaan: Portret van Francesco Maria della Rovere
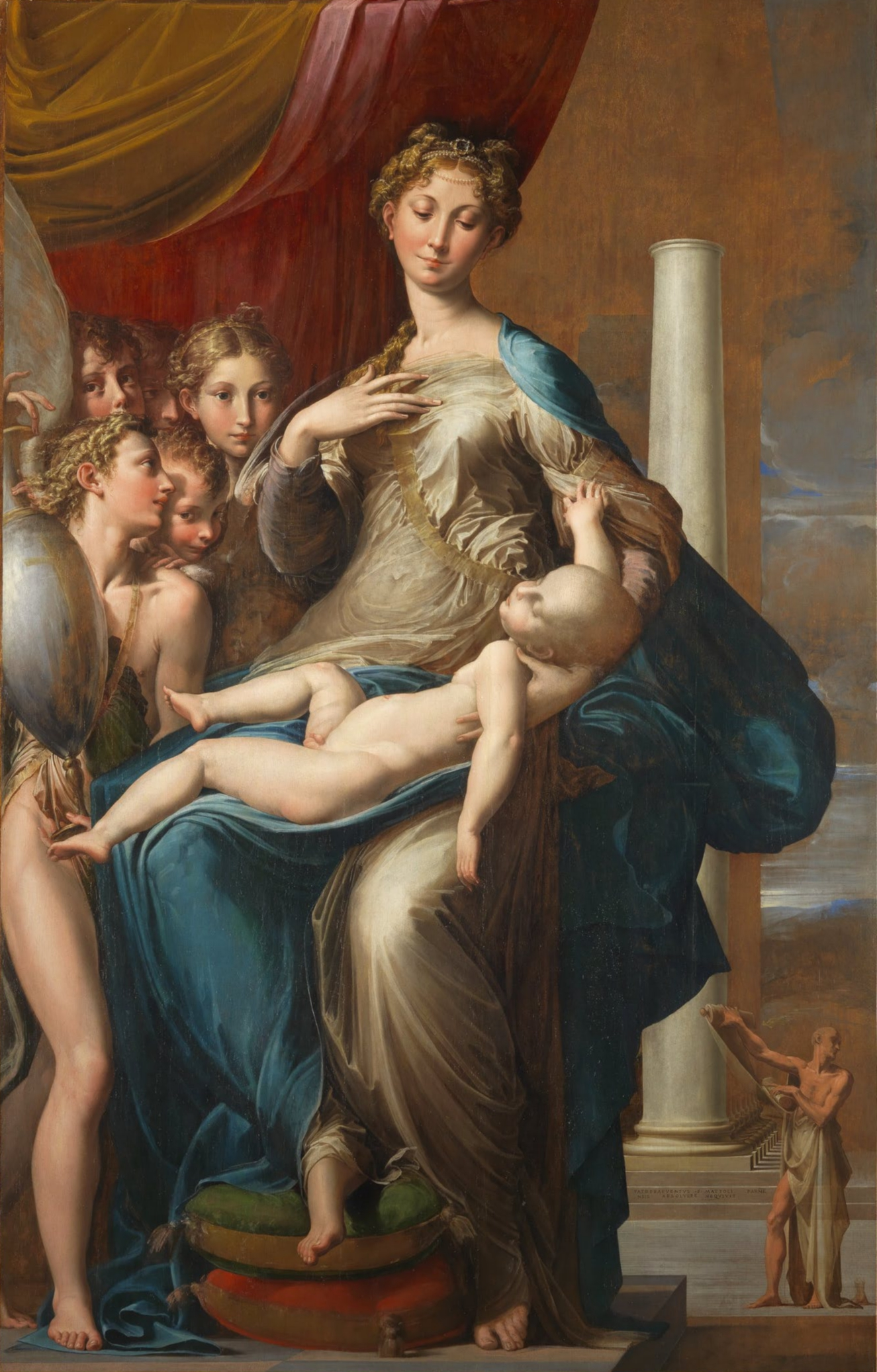
Parmigianino: Madonna met de lange nek
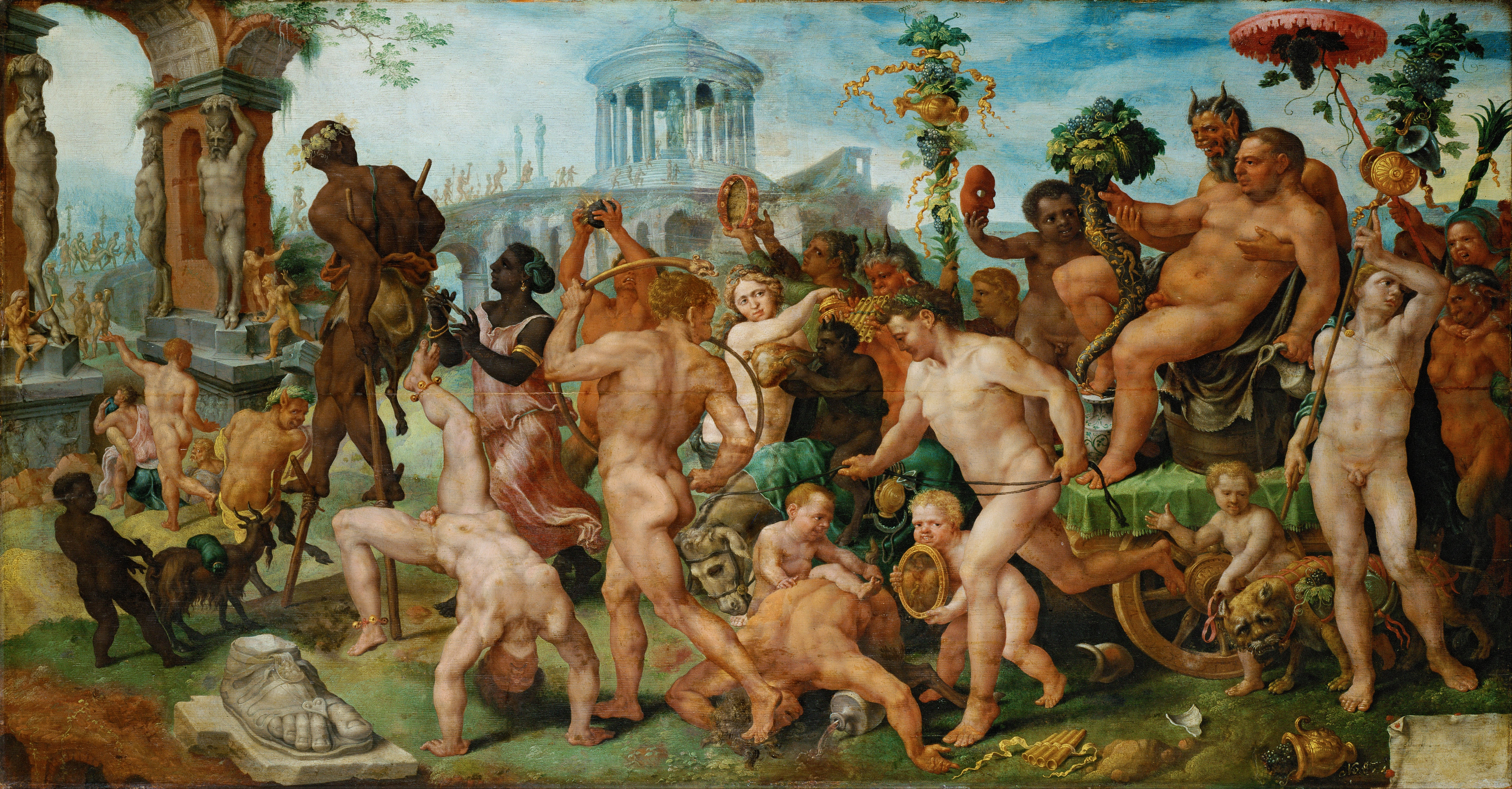
Maerten van Heemskerck: Triomftocht van Bacchus
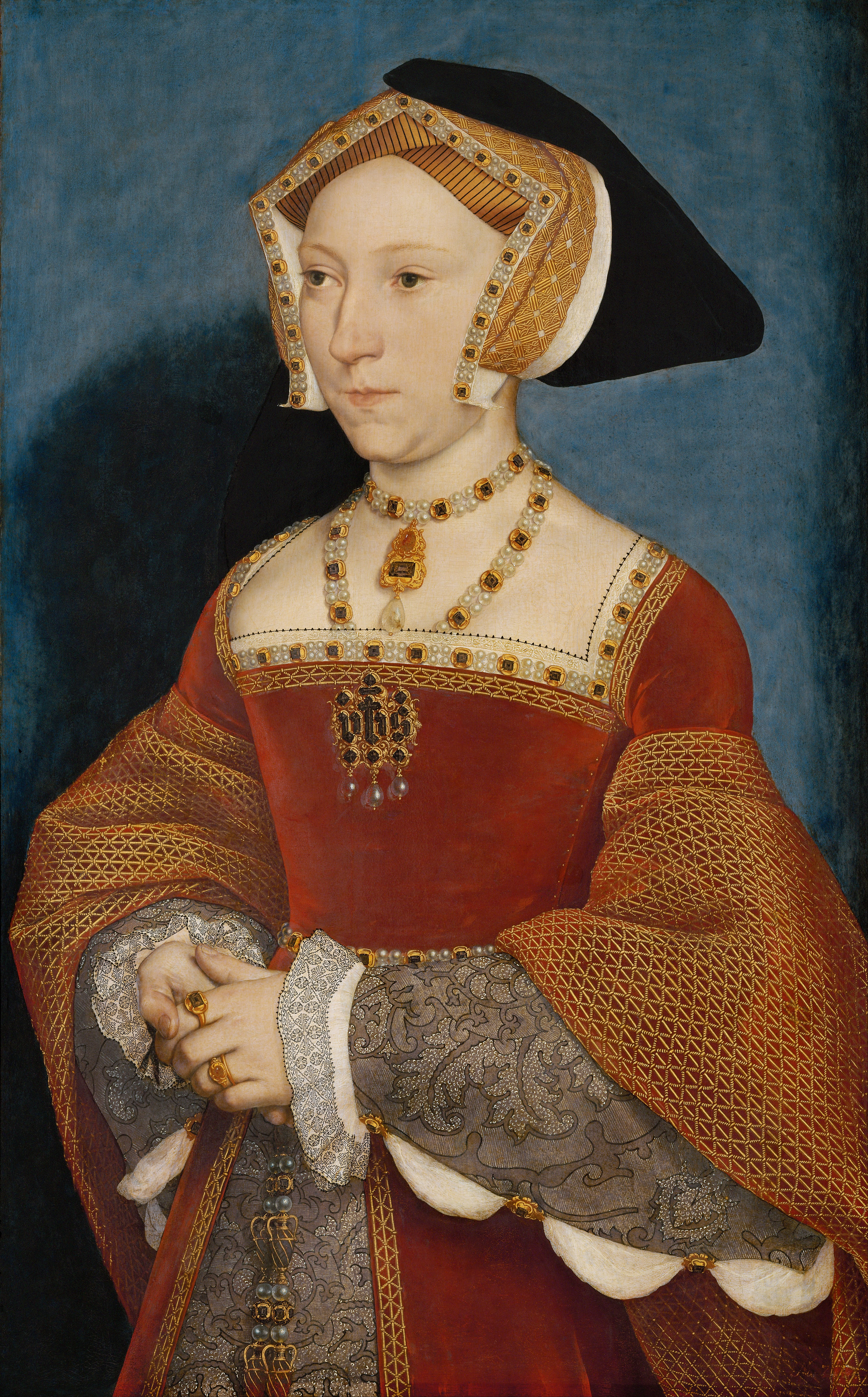
Hans Holbein de Jongere: Portret van Jane Seymour
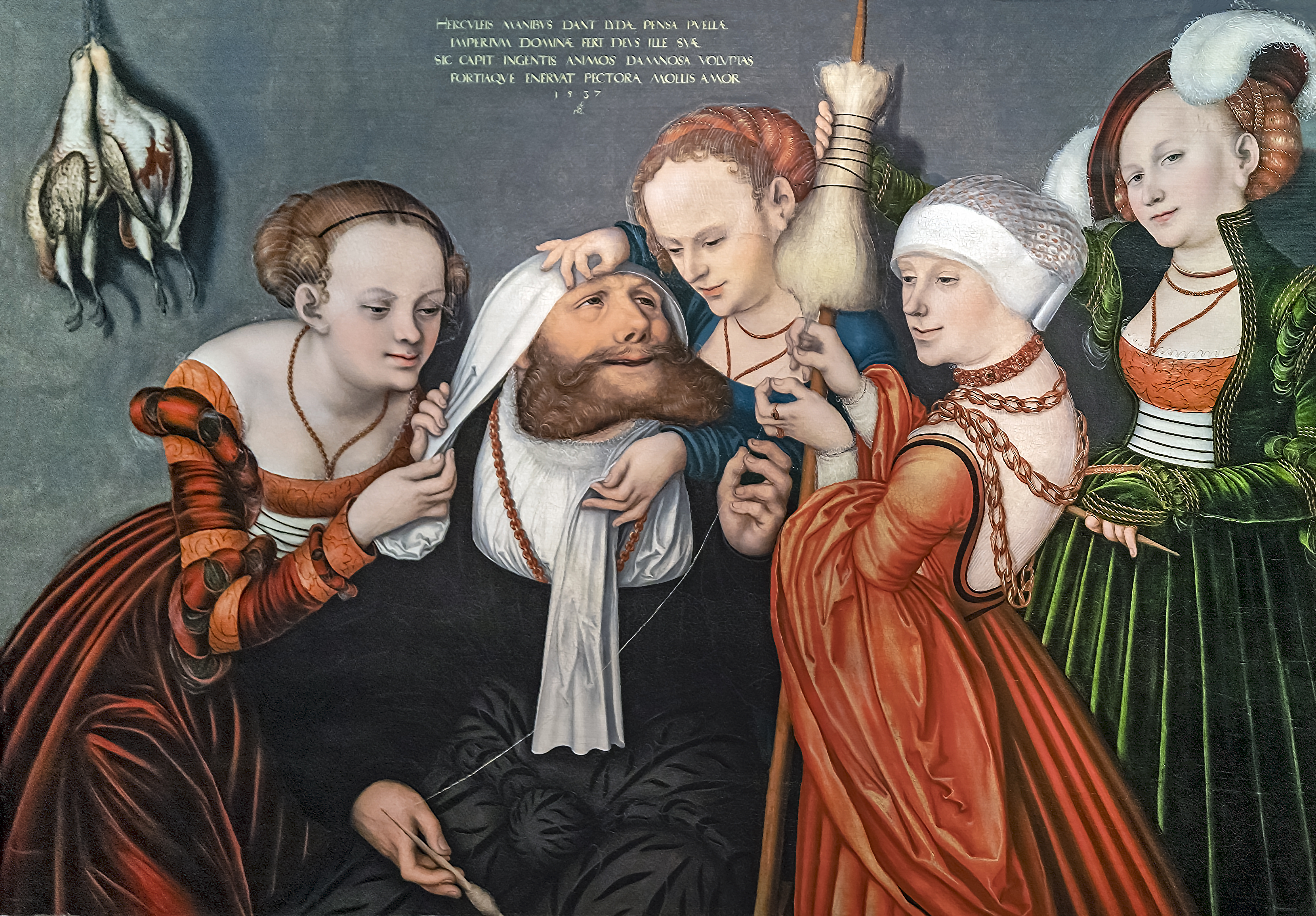
Lucas Cranach de Oudere: Hercules in het hof van Omphale

## Opvolging
- Florence - Alessandro de' Medici opgevolgd door Cosimo I de' Medici
- Longueville - Lodewijk II opgevolgd door zijn zoon Frans III
- Saluzzo - Frans Lodewijk opgevolgd door Johan Gabriel
- Schwarzburg-Frankenhausen - Hendrik XXXIV opgevolgd door zijn halfbroer Günther XL
- Vendôme - Karel van Bourbon-Vendôme opgevolgd door zijn zoon Anton van Bourbon

## Afbeeldingen

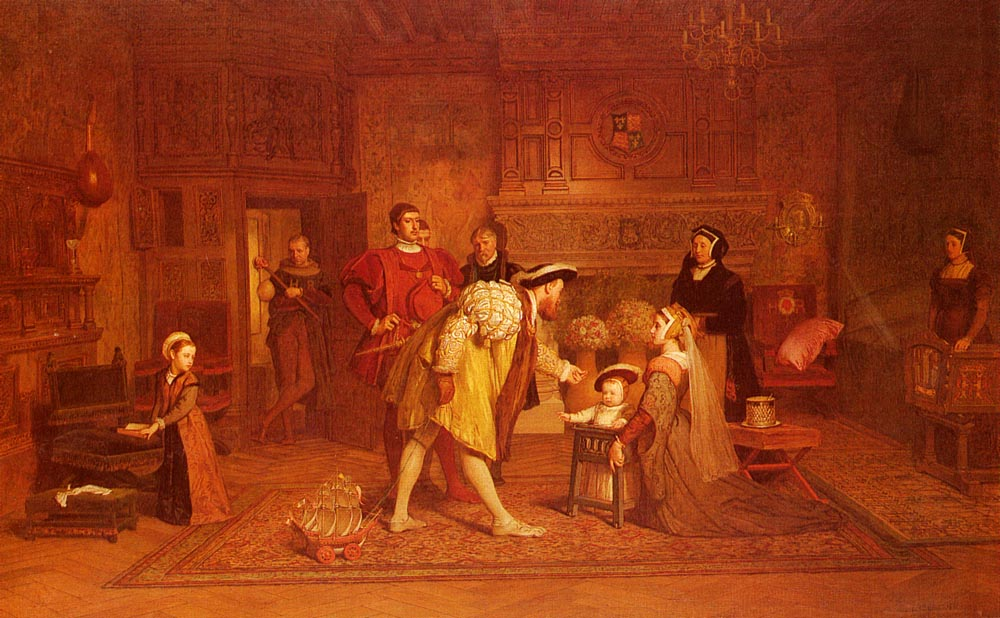
Babykamer van Edward VI (geboren 1537)
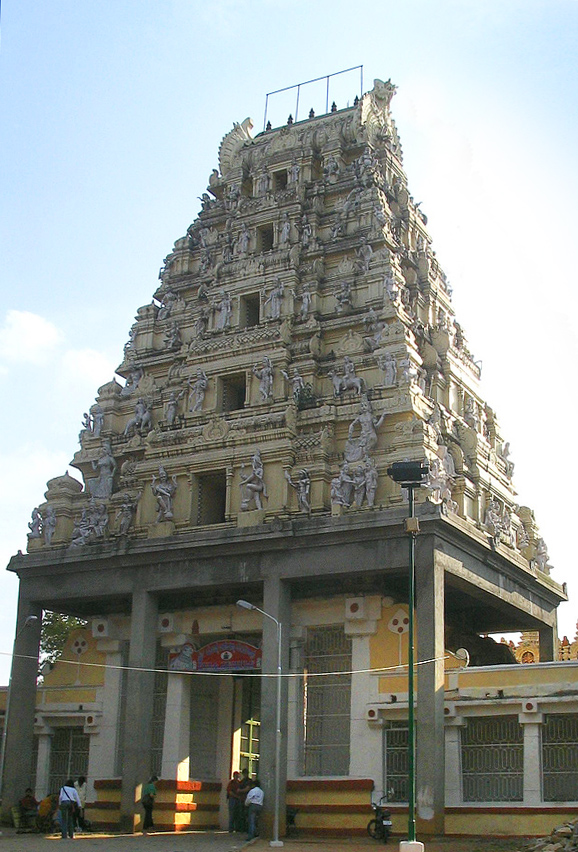
Basavatempel, Bangalore (gebouwd 1537)
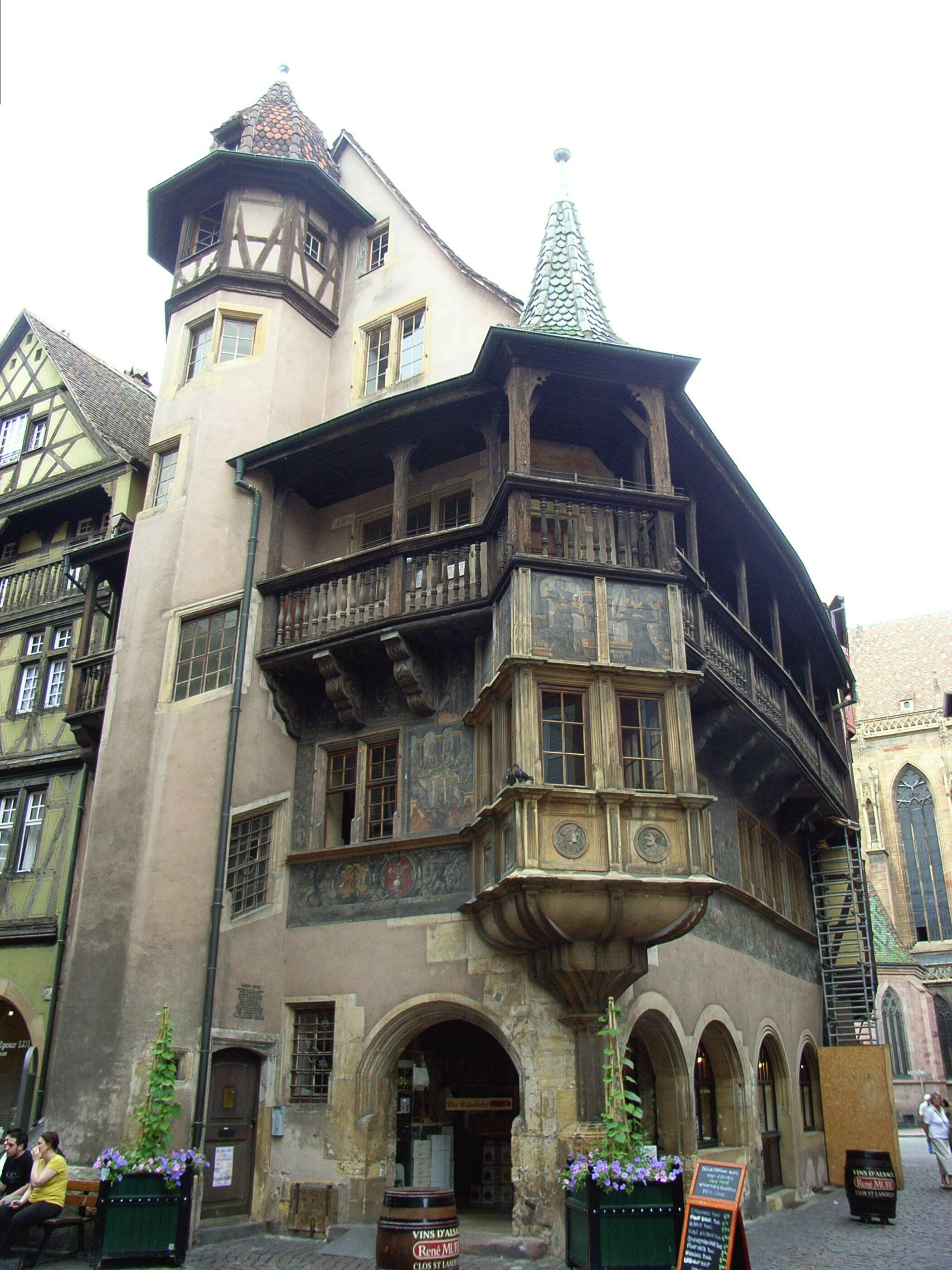
Maison Pfister, Colmar (gebouwd 1537)

## Geboren
- 16 januari - Albrecht VII van Schwarzburg-Rudolstadt, Duits edelman
- 26 februari - Christoffel II van Baden-Rodemachern, Duits edelman
- 4 maart - Longqing, keizer van China (1567-1572)
- maart - Elisabeth van Leuchtenberg, Duits edelvrouw
- 18 april - Isabella Gonzaga, Italiaans edelvrouw
- 27 mei - Lodewijk IV van Hessen-Marburg, Duits edelman
- 3 juni - Johan Manuel, Portugees prins
- 25 juli - Floris van Pallandt, Nederlands edelman
- 30 juli - Christoffel van Mecklenburg, Duits edelman
- 19 augustus - Isaac Claesz. van Swanenburg, Nederlands kunstschilder
- 31 augustus - Arnold Mercator, Zuid-Nederlands cartograaf
- 12 oktober - Charles Brandon, Engels edelman
- 12 oktober - Eduard VI, koning van Engeland (1547-1553)
- oktober - Jane Grey, koningin van Engeland (1553)
- 21 september - Fadrique Álvarez de Toledo (Alva), Spaans legeraanvoerder
- 20 december - Johan III, koning van Zweden (1568-1592)
- 24 december - Willem IV van den Bergh, Nederlands edelman
- 26 december - Albrecht van Nassau-Weilburg, Duits edelman
- Michel Bérauld, Frans theoloog
- Francisco Arias de Bobadilla, Spaans veldheer
- Jan Hieronimowicz Chodkiewicz, Pools edelman
- Philip Galle, Nederlands kunstenaar
- Petrus Hielius, Zuid-Nederlands geestelijke
- Filips van Lalaing, Zuid-Nederlands edelman
- Willem Jansz van Loon, Nederlands koopman
- Louis del Rio, Zuid-Nederlands jurist
- Saigusa Moritomo, Japans samoerai
- Sanada Nobutsuna, Japans samoerai
- Simon I, koning van Kartli (1556-1569, 1578-1599)
- Johannes Wanning, Nederlands componist
- Aleijda van Werst, Duits edelvrouw
- Jan van Marnix, Zuid-Nederlands edelman (jaartal bij benadering)

## Overleden
- 6 januari - Alessandro de' Medici (26), heer en hertog van Florence (1530-1537) (vermoord)
- 8 januari - Noël Beda (~66), Frans theoloog
- 10 januari - Hendrik XXXIV van Schwarzburg (29), Duits edelman
- 11 januari - Johan van Saksen (38), Duits edelman
- 12 januari - Lorenzo di Credi (~77), Florentijns kunstschilder
- 8 februari - Hiëronymus Emiliani (~55), Italiaans geestelijke
- 9 februari - Silvester Pardo, Spaans handelaar
- 25 maart - Karel van Bourbon-Vendôme (47), Frans edelman
- 25 maart - Johannes Indagine, Duits geestelijke en astroloog
- 9 juni - Lodewijk II van Longueville (~26), Frans edelman
- 11 juni - Jan Adornes (42), Zuid-Nederlands politicus
- 7 juli - Magdalena van Valois (16), echtgenote van Jacobus V
- 1 augustus - Reinier Snoy (~60), Noord-Nederlands geleerde
- 12 september - Frans Titelmans (~35), Zuid-Nederlands filosoof
- 24 oktober - Jane Seymour (~29), echtgenote van Hendrik VIII (kraamvrouwenkoorts)
- Asinga Aylkema, Noord-Nederlands bestuurder
- Jörg Breu de Oudere, Duits kunstschilder
- Lempira (~38), Hondurees indianenleider
- Robrecht III van der Marck (~46), Frans edelman
- Pompeius Occo (~54), Duits-Nederlands handelaar
- Henry Percy (~35), Engels edelman